# エルビテグラビル
エルビテグラビル（Elvitegravir, EVG）は、HIV感染症の治療に用いられるインテグラーゼ阻害薬である。2008年3月に日本たばこ産業株式会社からライセンスを受け、製薬会社ギリアド・サイエンシズ社が開発した。本剤は、2012年8月に米国食品医薬品局（FDA）より、初めてHIV治療を開始する成人患者を対象としたスタリビルドと呼ばれる合剤として承認された。2014年9月、FDAはエルビテグラビルを1錠の製剤としてヴィテクタ（Vitekta）の商品名で承認した。2015年11月、FDAは、ゲンボイヤと呼ばれる2つ目の固定用量配合剤の錠剤の一部として、HIV-1に罹患した患者への使用を承認した。
日本ではエルビテグラビル単剤では承認されておらず、スタリビルドは2013年4月に、ゲンボイヤは2016年6月にそれぞれ承認された。
第2相臨床試験の結果によると、リトナビルでブーストしたエルビテグラビルを1日1回投与した患者は、リトナビルでブーストしたプロテアーゼ阻害薬を投与した患者に比べて、24週間後のウイルス量の減少が大きかった。

## 効能・効果
ヴィテクタは、抗レトロウイルス療法による治療経験のある成人のHIV-1感染症の治療に使用することが承認されている。本剤は、リトナビルと併用するプロテアーゼ阻害薬、および追加の抗レトロウイルス薬との併用が必要である。

## 副作用
エルビテグラビルによる最も一般的な副作用は、下痢（7％）および嘔気（4％）である。その他、1％以上の患者に発生した副作用は、頭痛、疲労感、発疹、嘔吐であった。

## 相互作用
エルビテグラビルは、肝酵素CYP3Aで代謝される。この酵素を誘導する物質は、体内のエルビテグラビル濃度を低下させ、耐性ウイルス株の発生を誘発する可能性がある。そのため、リファンピシン、抗痙攣薬のカルバマゼピン、フェノバルビタール、フェニトイン、セイヨウオトギリソウなどの強力なCYP3A誘導物質との併用は禁忌とされている。
エルビテグラビルのグルクロン化はUGT1A1およびUGT1A3という酵素によって促進されるため、リトナビルや他のHIVプロテアーゼ阻害剤などの強力なUGT1A阻害剤と一緒に服用すると、血漿中濃度が上昇する。さらにリトナビルはCYP3Aを阻害することでもエルビテグラビルの濃度を上昇させる。
さらにエルビテグラビルはCYP1A2、CYP2C19、CYP2C9、CYP3Aおよび多くのUGTに対して弱～中程度の誘導作用を示したが、これらの知見の臨床的な関連性は不明である。

## 作用機序
エルビテグラビルは、HIV-1およびHIV-2のインテグラーゼを阻害する。ウイルスは、自分の遺伝コードを宿主のDNAに統合するために、この酵素を必要とする。

## 薬物動態
本剤は経口投与である。リトナビルおよび食事と共に服用すると、4時間後に血中濃度が最高となる。バイオアベイラビリティは脂肪分の多い食事の方が良い。血中では、98～99％の物質が血漿タンパク質に結合する。主にCYP3Aによる酸化で代謝され、次にUGT1A1およびUGT1A3によるグルクロン酸抱合で代謝される。95％近くが糞から、残りが尿から排泄される。リトナビルとの併用時の血漿中半減期は8.7～13.7時間である。

## 参考資料
1. ↑  Gilead Press Release Gilead and Japan Tobacco Sign Licensing Agreement for Novel HIV Integrase Inhibitor March 22, 2008
2. ↑  “Broad Anti-Retroviral Activity and Resistance Profile of a Novel Human Immunodeficiency Virus Integrase Inhibitor, Elvitegravir (JTK-303/GS-9137)”. J Virol 82 (2):  764–74. (2007). doi:10.1128/JVI.01534-07. PMC 2224569. PMID 17977962.
3. ↑  Stellbrink HJ (2007). “Antiviral drugs in the treatment of AIDS: what is in the pipeline ?”. Eur. J. Med. Res. 12 (9):  483–95. PMID 17933730.
4. ↑  Gilead Press Release Phase III Clinical Trial of Elvitegravir July 22, 2008
5. ↑  Sax, P. E.; Dejesus, E.; Mills, A.; Zolopa, A.; Cohen, C.; Wohl, D.; Gallant, J. E.; Liu, H. C. et al. (2012). “Co-formulated elvitegravir, cobicistat, emtricitabine, and tenofovir versus co-formulated efavirenz, emtricitabine, and tenofovir for initial treatment of HIV-1 infection: A randomised, double-blind, phase 3 trial, analysis of results after 48 weeks”. The Lancet 379 (9835):  2439–2448. doi:10.1016/S0140-6736(12)60917-9. PMID 22748591.
6. ↑  "FDA Approval Bulletin" Archived 2014-11-03 at the Wayback Machine. Accessed November 1, 2014
7. ↑  “Press Announcements - FDA approves new treatment for HIV” (英語). www.fda.gov. 2016年1月10日閲覧。
8. ↑  “HIV感染治療薬「スタリビルド配合錠」の国内承認”. 東北大学 -TOHOKU UNIVERSITY-. 2021年6月9日閲覧。
9. ↑  “抗HIV薬「ゲンボイヤⓇ配合錠」の国内における製造販売承認取得について”. 2021年6月9日閲覧。
10. ↑  Thaczuk, Derek and Carter, Michael. ICAAC: Best response to elvitegravir seen when used with T-20 and other active agents Archived 2010-01-02 at the Wayback Machine. Aidsmap.com. 19 Sept. 2007.
11. 1 2  "Vitekta Package Insert" Foster City, CA: Gilead Sciences, Inc.; 2014. Accessed November 1, 2014
12. 1 2 3 4 5 6  Haberfeld, H, ed (2015) (ドイツ語). Austria-Codex. Vienna: Österreichischer Apothekerverlag
13. ↑  Zhang, D; Chando, T. J.; Everett, D. W.; Patten, C. J.; Dehal, S. S.; Humphreys, W. G. (2005). “In vitro inhibition of UDP glucuronosyltransferases by atazanavir and other HIV protease inhibitors and the relationship of this property to in vivo bilirubin glucuronidation”. Drug Metabolism and Disposition 33 (11):  1729–39. doi:10.1124/dmd.105.005447. PMID 16118329.